# Asian Women's Sevens Championship 2012
El Asian Women's Sevens Championship (Campeonato Femenino de rugby 7 de Asia) de 2012 fue la decimotercera edición del torneo femenino de rugby 7 de la confederación asiática.

## Posiciones

### Grupo A
| Equipo    | Encuentros | Encuentros | Encuentros | Encuentros | Tantos  | Tantos    | Tantos     | Puntos |
| Equipo    | jugados    | ganados    | empatados  | perdidos   | a favor | en contra | diferencia | Puntos |
| --------- | ---------- | ---------- | ---------- | ---------- | ------- | --------- | ---------- | ------ |
| Japón     | 2          | 2          | 0          | 0          | 68      | 5         | +63        | 6      |
| Hong Kong | 2          | 1          | 0          | 1          | 41      | 19        | +22        | 4      |
| India     | 2          | 0          | 0          | 2          | 0       | 85        | -85        | 2      |

### Grupo B
| Equipo        | Encuentros | Encuentros | Encuentros | Encuentros | Tantos  | Tantos    | Tantos     | Puntos |
| Equipo        | jugados    | ganados    | empatados  | perdidos   | a favor | en contra | diferencia | Puntos |
| ------------- | ---------- | ---------- | ---------- | ---------- | ------- | --------- | ---------- | ------ |
| Fiyi          | 3          | 3          | 0          | 0          | 130     | 14        | +116       | 9      |
| Taiwán        | 3          | 2          | 0          | 1          | 77      | 43        | +34        | 7      |
| Sri Lanka     | 3          | 1          | 0          | 2          | 57      | 70        | -13        | 5      |
| Corea del Sur | 3          | 0          | 0          | 3          | 0       | 138       | -138       | 3      |

### Grupo C
| Equipo    | Encuentros | Encuentros | Encuentros | Encuentros | Tantos  | Tantos    | Tantos     | Puntos |
| Equipo    | jugados    | ganados    | empatados  | perdidos   | a favor | en contra | diferencia | Puntos |
| --------- | ---------- | ---------- | ---------- | ---------- | ------- | --------- | ---------- | ------ |
| China     | 3          | 3          | 0          | 0          | 119     | 0         | +119       | 9      |
| Tailandia | 3          | 2          | 0          | 1          | 76      | 7         | +69        | 7      |
| Filipinas | 3          | 1          | 0          | 2          | 47      | 67        | -20        | 5      |
| Malasia   | 3          | 0          | 0          | 3          | 7       | 134       | -127       | 3      |

### Grupo D
| Equipo                 | Encuentros | Encuentros | Encuentros | Encuentros | Tantos  | Tantos    | Tantos     | Puntos |
| Equipo                 | jugados    | ganados    | empatados  | perdidos   | a favor | en contra | diferencia | Puntos |
| ---------------------- | ---------- | ---------- | ---------- | ---------- | ------- | --------- | ---------- | ------ |
| Kazajistán             | 3          | 3          | 0          | 0          | 108     | 0         | +108       | 9      |
| Singapur               | 3          | 2          | 0          | 1          | 39      | 46        | -7         | 7      |
| Irán                   | 3          | 1          | 0          | 2          | 10      | 61        | -51        | 5      |
| Emiratos Árabes Unidos | 3          | 0          | 0          | 3          | 20      | 70        | -50        | 3      |

### Copa de oro
|  | Cuartos de final | Cuartos de final | Cuartos de final |            |       | Semifinales | Semifinales | Semifinales |  |      | Copa | Copa | Copa |  |
|  |                  |                  |                  |            |       |             |             |             |  |      |      |      |      |  |
|  |                  |                  |                  |            |       |             |             |             |  |      |      |      |      |  |
|  | Fiyi             | Fiyi             | 47               |            |       |             |             |             |  |      |      |      |      |  |
|  | Fiyi             | Fiyi             | 47               |            |       |             |             |             |  |      |      |      |      |  |
|  | Singapur         | Singapur         | 0                |            |       |             |             |             |  |      |      |      |      |  |
|  | Singapur         | Singapur         | 0                |            | Fiyi  | Fiyi        | 31          |             |  |      |      |      |      |  |
|  |                  |                  |                  |            | Fiyi  | Fiyi        | 31          |             |  |      |      |      |      |  |
|  |                  |                  | Japón            | Japón      | 7     |             |             |             |  |      |      |      |      |  |
|  | Japón            | Japón            | Japón            | Japón      | 7     | 12          |             |             |  |      |      |      |      |  |
|  | Japón            | Japón            |                  |            |       |             |             |             |  |      |      |      |      |  |
|  | Tailandia        | Tailandia        | 5                |            |       |             |             |             |  |      |      |      |      |  |
|  | Tailandia        | Tailandia        | 5                |            |       |             |             |             |  | Fiyi | Fiyi | 15   |      |  |
|  |                  |                  |                  |            |       |             |             |             |  | Fiyi | Fiyi | 15   |      |  |
|  |                  |                  | China            | China      | 0     |             |             |             |  |      |      |      |      |  |
|  | China            | China            | China            | China      | 0     | 31          |             |             |  |      |      |      |      |  |
|  | China            | China            |                  |            |       |             |             |             |  |      |      |      |      |  |
|  | Hong Kong        | Hong Kong        | 0                |            |       |             |             |             |  |      |      |      |      |  |
|  | Hong Kong        | Hong Kong        | 0                |            | China | China       | 17          |             |  |      |      |      |      |  |
|  |                  |                  |                  |            | China | China       | 17          |             |  |      |      |      |      |  |
|  |                  |                  | Kazajistán       | Kazajistán | 12    |             |             |             |  |      |      |      |      |  |
|  | Kazajistán       | Kazajistán       | Kazajistán       | Kazajistán | 12    | 34          |             |             |  |      |      |      |      |  |
|  | Kazajistán       | Kazajistán       |                  |            |       |             |             |             |  |      |      |      |      |  |
|  | Taiwán           | Taiwán           | 0                |            |       |             |             |             |  |      |      |      |      |  |
|  | Taiwán           | Taiwán           | 0                |            |       |             |             |             |  |      |      |      |      |  |
|  |                  |                  |                  |            |       |             |             |             |  |      |      |      |      |  |

| Bandera de Fiyi |
| Campeón Fiyi    |
| Primer título   |